# Quattrocento

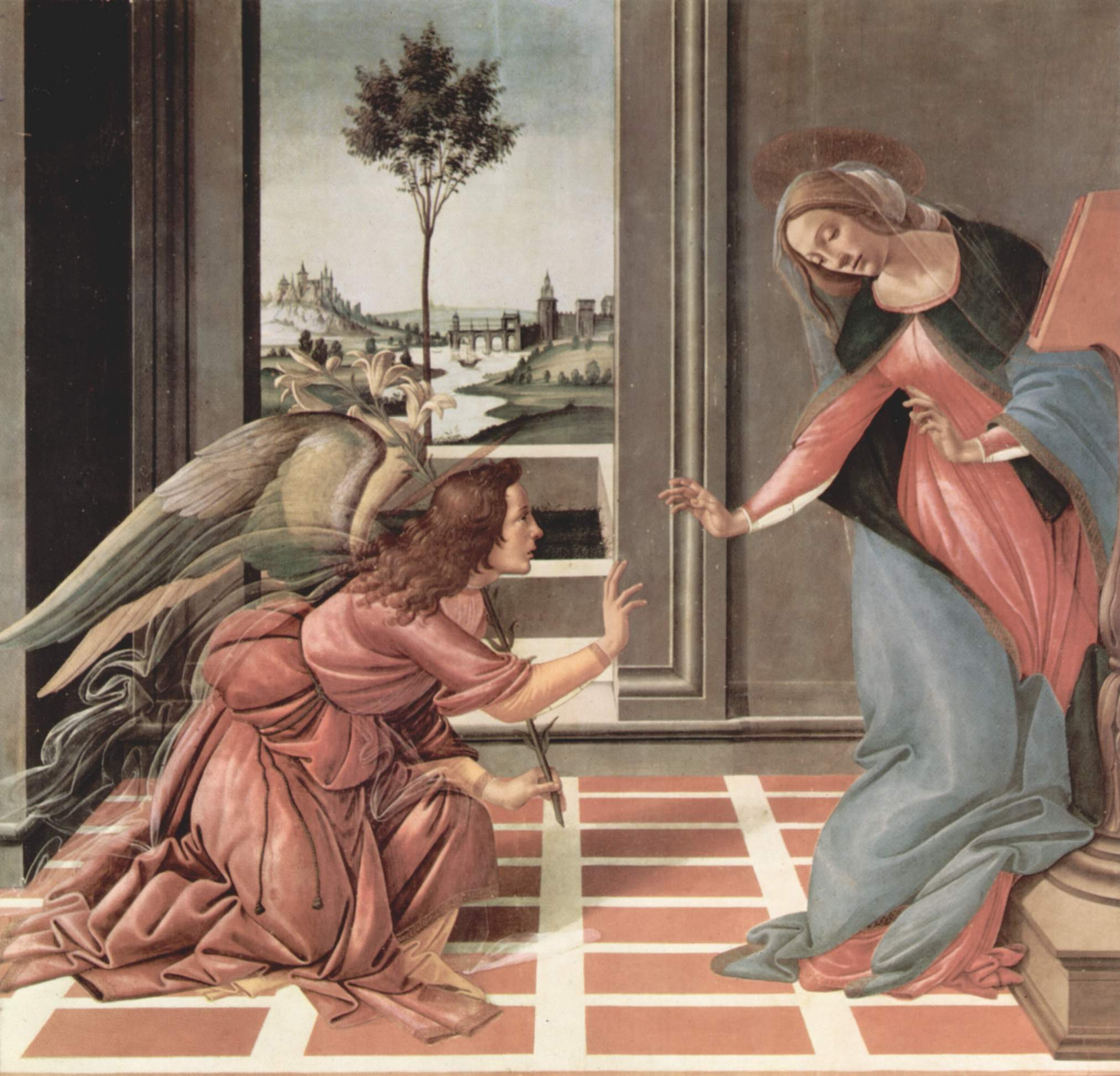
A Anunciação, de Sandro Botticelli.

Quattrocento ((UK /ˌkwætroʊˈtʃɛntoʊ,_ʔtrəˈʔ/, US /ˌkwɒtroʊˈʔ/it) refere-se aos eventos culturais e artísticos do século XV na Itália, analisados em conjunto. Engloba tanto o final da Idade Média (arte gótica e Gótico Internacional), quanto o começo do Renascimento. Os artistas voltaram-se mais às formas clássicas da Grécia e Roma. Os eventos culturais e artísticos da Itália durante o período de 1400 a 1499 são coletivamente designados por Quattrocento , da palavra italiana para o número 400, por sua vez de millequattrocento, que é italiano para o ano 1400. O Quattrocento abrange os estilos artísticos do final da Idade Média (mais notavelmente a Gótico internacional), o início da Renascença (começando por volta de 1425) e o início da Alta Renascença, geralmente afirmado como tendo começado entre 1495 e 1500.

## Contexto histórico
Após o declínio do Império Romano do Ocidente em 476, a desordem económica e a interrupção do comércio apoderou-se da Europa. Este foi o início da Idade Média, que durou aproximadamente até ao século XIV, quando o comércio aumentou, a população começou a expandir-se e o povo recuperou a sua autoridade.
No final da Idade Média, a estrutura política do continente europeu fundiu-se gradualmente de pequenos e turbulentos feudos em estados-nação maiores e mais estáveis, governados por monarquias. Em Itália, surgiram centros urbanos, povoados por classes mercantis e comerciantes capazes de se defender. O dinheiro substituiu a terra como medida primária de riqueza, e um número crescente de servos tornaram-se livres. As mudanças na Itália Medieval e o declínio do feudalismo abriram caminho a mudanças sociais, culturais e económicas.
O Quattrocento é visto como a transição do período medieval para a era do Renascimento italiano, principalmente nas cidades de Roma, Florença, Milão, Veneza, Nápoles. O período assistiu à queda de Constantinopla para o Império Otomano, e foi comparado com o Renascimento Timúrida que se desenrolou na mesma época na Ásia Central.

## Lista de artistas do Quattrocento
- Andrea del Castagno
- Andrea del Verrocchio
- Andrea Mantegna
- Antonello da Messina
- Antoniazzo Romano
- Antonio Pollaiuolo
- Antonio Rossellino
- Benozzo Gozzoli
- Bertoldo di Giovanni
- Carlo Crivelli
- Cosimo Tura
- Andrea Della Robbia
- Desiderio da Settignano
- Domenico di Bartolo
- Domenico Ghirlandaio
- Domenico Veneziano
- Donatello
- Ercole de' Roberti
- Filippo Brunelleschi
- Filippo Lippi
- Fra Angelico
- Francesco del Cossa
- Francesco di Giorgio
- Francesco Squarcione
- Gentile Bellini
- Gentile da Fabriano
- Giovanni Bellini
- Giovanni di Paolo
- Il Sassetta
- Jacopo Bellini
- Justus of Ghent
- Leonardo Bruni
- Lorenzo Ghiberti
- Luca Signorelli
- Masaccio
- Masolino
- Melozzo da Forlì
- Paolo Uccello
- Pedro Berruguete
- Piero della Francesca
- Pietro Perugino
- Sandro Botticelli
- Vecchietta
- Vittore Carpaccio